# Мульное
Му́льное (бел. Му́льнае) — озеро в Ивановском районе Брестской области Белоруссии.
Озеро относится к бассейну реки Ясельда, расположено в 25 км к северу от города Иваново, рядом с деревней Тышковичи. Площадь озера — 0,42 км², длина — 0,8 км, максимальная ширина — 0,68 км, длина береговой линии — 2,5 км. Объём воды — 0,00306 км³. Максимальная глубина озера — 21 метр, средняя глубина — 7,3 метра. Высота над уровнем моря — 141,7 м.
В районе озера имеются археологические памятники — когда-то здесь были расположены стоянки древнего человека.